# Carl Jönsson
Carl Christian Jönsson (* 3. Oktober 1870 in Hamburg; † 5. Mai 1949 in Wembley, England) war ein deutscher Schauspieler.

## Biografie
Jönsson war in der Spielzeit 1911/1912 Mitglied des Ensembles an dem Bremer Schauspielhaus. Weiterhin sind Auftritte in der Spielzeit 1930/1931 am Berliner Lessing-Theater in Werner Ackermanns Flucht nach Shanghai in der Inszenierung von Max Ophüls und im Dezember 1945 in William Shakespeares Hamlet am Deutschen Theater in Berlin zu verzeichnen.
Ab dem Jahr 1923 wirkte Carl Jönsson in verschiedenen Filmproduktionen mit. So spielte er unter anderem 1923 in dem Stummfilm Friedrich Schiller  unter der Regie des jungen Kurt Götz (Curt Goetz) mit Theodor Loos, Ilka Grüning und Paul Bildt, 1939 in  Sensationsprozess Casilla von Eduard von Borsody mit Heinrich George, Jutta Freybe und Albert Hehn und ebenfalls 1939 in Robert Koch, der Bekämpfer des Todes von Hans Steinhoff mit Emil Jannings, Werner Krauß und Hilde Körber.
Carl Jönsson verstarb am 5. Mai 1949 während einer Reise in Wembley, London Borough of Brent.

## Filmografie (Auswahl)
- 1923: Friedrich Schiller
- 1924: Die Bacchantin
- 1925: Der Liebeskäfig
- 1930: Zwei Krawatten
- 1931: Drei Tage Liebe
- 1935: Lady Windermeres Fächer
- 1935: Der junge Graf
- 1935: Krach im Hinterhaus
- 1935: Das Mädchen vom Moorhof
- 1937: Mein Sohn, der Herr Minister
- 1937: Heimweh
- 1938: Der Tag nach der Scheidung
- 1939: Sensationsprozeß Casilla
- 1939: Robert Koch, der Bekämpfer des Todes